# Diabolik Lovers
Diabolik Lovers (ディアボリックラヴァーズ Diaborikku Ravāzu?), abreviado como DL, es una franquicia de novelas visuales japonesas desarrollada por la compañía Rejet. Fue adaptado a la serie de anime de 12 episodios por el estudio Zexcs, transmitido desde el 16 de agosto  hasta el 9 de noviembre de 2013. La franquicia cuenta actualmente con 7 juegos, el último de estos se titula “Diabolik Lovers:Chaos Lineage”  y se espera la salida para PS4 de "Diabolik Lovers:Grand Edition" que es una versión combinada de los dos primeros juegos. Se espera la emisión de una tercera temporada del anime, ya que la segunda temporada quedó finalizada de una manera inconclusa y que, si sigue la línea cronológica, tendrá la misma trama del juego Diabolik Lovers: Dark Fate. El anime ha sido licenciado en Estados Unidos por Sentai Filmworks y doblada al inglés. En América Latina fue transmitida por Netflix y Pluto TV. La primera temporada del anime ha sido doblada al español de América por Netflix, y se encuentra disponible en Pluto TV.

## Argumento
Una chica llamada Yui Komori (小森　ユイ Komori Yui?,llega a una mansión en la cual habitan seis vampiros sádicos. Todos son hermanos, pero no son hijos de la misma madre. Al llegar, se encuentra con el quinto de ellos Ayato Sakamaki (逆巻　アヤト  Sakamaki Ayato?) y así empieza su historia junto a los hermanos Sakamaki.

## Modo de juego
Los jugadores toman el papel de Yui Komori (小森　ユイ Komori Yui?, -su nombre es cambiable)
El juego se divide en tres secciones (Dark, Maniac y Ecstasy) con sus respectivas 10 subsecciones y un prólogo y epílogo cada uno. En el primer juego (Haunted Dark Bridal) cada ending estaba enumerado del 1 al 3; y a partir de MORE BLOOD estos se denominan Vampire, Manservant y Brute.

## Personajes
Yui Komori  (小森 ユイ Komori Yui?)
Es la protagonista y la heroína de Diabolik Lovers. Es una estudiante de 17 años que vive con su padre, quien es dueño de una Iglesia. Después de que su padre tuvo que viajar al extranjero, Yui tuvo que mudarse a una mansión, descubriendo que, ya estaba habitada por seis sádicos hermanos que en realidad son vampiros, que conoce a través de su estancia.  Es del tipo de chica femenina, también se puede ver que es muy amable, sensible y noble. Trata de entender todo lo que sucede a su alrededor y adaptarse a él, pero no lo consigue fácilmente, es muy sincera y no cuestiona sus creencias. Es muy compasiva hacia los demás. Por lo general ella es muy bondadosa y gentil, aunque no le sirve de nada a la hora de tratar con los vampiros. En el juego su personalidad puede cambiar según las decisiones que tomes. Cuando Ayato mató a su madre Cordelia, Richter; el tío de y también amante de Cordelia, le arrancó el corazón para luego implantarlo en Yui que era una niña abandonada y tenía el cuerpo ideal para esa tarea. Después de eso, Richter, le entregó la niña a Seiji, un cazador de vampiros, para evitar que su hermano, tome a Cordelia de nuevo. Seiji, quien tenía a cargo una capilla, crio a Yui como su hija desde ese entonces. Yui al tener el corazón de cordelia, hija del señor de los demonios, tiene la sangre fundadora. Y allí empieza su historia con los hermanos Sakamaki.

### Familia Sakamaki
Shū Sakamaki  (逆巻　シュウ Sakamaki Shū?)
Seiyū: Kōsuke Toriumi
Es el primer hijo y por tanto el mayor de los hermanos Sakamaki. Él y su hermano Reiji son hijos de Beatrix, la segunda esposa de Karlheinz. Shu siempre es visto durmiendo en cualquier lugar, ya sea en la sala sobre algún sillón o en la sala de música. Es el tipo de estudiante que se salta las clases porque es demasiado ocioso como para ir. Según los estudiantes, él es el dueño del salón de música en donde generalmente lo usa para dormir. También tiene una personalidad en que no muestra muchas emociones y es muy vago. No le importa nada más que la música. Es tan ocioso que no hace absolutamente nada, cosa que hace que Yui haga de todo para que Shu intente hacer algo por sí mismo. Shu ama la música clásica desde el piano hasta el violín. Por culpa de su complicado pasado, ahora él no siente ningún interés por la vida. A pesar de que Shu es el mayor de los hermanos y tiene el deber de ordenar y cuidar a los cinco, no hace absolutamente nada; por lo que es Reiji quien hace todo ese trabajo haciendo parecer como si él fuera el hermano mayor. En el manga se muestra como Shu al pasar ratos con Yui llega a tener algo muy fuerte por ella, en "Diabolik Lovers, MORE BLOOD" él se convierte en el líder del clan Sakamaki al matar a su padre y se convierte en Adam o Adan pero en "Diabolik Lovers, DARK FATE" Shu se vuelve el líder del clan Sakamaki y se termina casando con Yui en el Vampire Ending.
Reiji Sakamaki  (逆巻 レイジ Sakamaki Reiji?)
Seiyū: Katsuyuki Konishi
Es el segundo hijo de la familia Sakamaki después de Shu. También, Reiji junto con Shu son hijos de Beatrix, la segunda esposa de Karlheinz. Reiji se caracteriza por tener muy buenos modales, una manera de hablar muy refinada y sofisticada; por lo que los creadores lo asemejan con un mayordomo de alto clase, sin embargo sigue siendo muy estricto. Si uno no toma en cuenta lo duro que es, se puede ver que tiene cierto sentido del humor en el fondo. Aunque Reiji sea el segundo hijo, él es el que se preocupa más por el orden y la disciplina de sus hermanos en la mansión Sakamaki. Si sumas esto con sus modales y personalidad refinada, hace parecer que él fuera el hijo mayor cuando en realidad lo es Shu. A Reiji le encantan los valores y las reglas, lo que lo hace una persona muy estricta no sólo con sus hermanos, sino consigo mismo también. Es una persona arrogante y muy orgullosa, tanto que odia aceptar si es que alguna vez comete un error ya que es demasiado perfeccionista. También al igual que sus hermanos es sádico, tortura por diversión. Aparte de su pasión al experimentar y crear distintas pociones y drogas, también ama coleccionar sets de tazas y vajillas finas. Este amor al orden es usado a veces en su contra por sus hermanos para que Reiji cocine para ellos, así evita que ellos toquen la cocina y la destruyan.
Laito Sakamaki  (逆巻 ライト  Sakamaki Raito?)
Seiyū: Daisuke Hirakawa
Es el tercer hijo de la familia Sakamaki.
Laito, junto con Ayato y Kanato; los trillizos, son los hijos de Cordelia, la primera esposa de Karlheinz. Laito, o Raito, es una persona extremadamente masoquista y sádica. Tiene una actitud totalmente pervertida, lo que le causa problemas en la escuela y es suspendido algunas veces. Raito es muy bromista,  siempre está alegre y le encanta jugar. Tiene como pasatiempo molestar a Yui, pero si ella se pone muy desafiante, su personalidad puede cambiar a una más agresiva y termina "castigándola" a veces de manera pervertida. Aunque en un principio no se demuestra , a lo largo de los capítulos se le ve más interesado en ella. Suele llamar a Yui "pequeña zorra". Su nombre es literalmente la traducción japonesa de "luz" y "right". No recibe el nombre de japonés a inglés ni el nombre de japonés a español Light Sakamaki, como Light Yagami de Death Note. Laito es muy pervertido, la razón por la que está tan pervertido sexualmente, es porque su madre, Cordelia, lo trató como a un amante en lugar de a un hijo. Porque de estos asuntos, Raito nunca llegó a ver el verdadero significado del amor, y tiene un malentendido del amor. Él encuentra la creencia de Yui en Dios humorística.
Kanato Sakamaki  (逆巻 カナト  Sakamaki Kanato?)
Seiyū: Yūki Kaji
Es el cuarto hijo de la familia Sakamaki. Él junto con Ayato y Raito, los trillizos, son hijos de Cordelia; hija del Señor de los Demonios y la primera esposa de Karlheinz, el Rey Vampiro. Kanato tiende a llorar a menudo y se enoja cuando no consigue lo que quiere. Se podría decir que tiene una personalidad como la de un niño pequeño y mimado. Él siempre está exigiendo algo y lo quiere de inmediato, y cuando no lo consigue, su actitud cambia a una malévola. Aparte de eso, siente algo por Yui. A Kanato le encanta comer dulces, especialmente pasteles; esto puede explicar también el hecho de porque le gusta tomar tanto la sangre de Yui ya que se refieren a ella como que es 'muy dulce'. Él no va a ningún lado sin llevar su precioso Teddy, incluso habla con él como si estuviera vivo. Habla de forma cortés, pero es abusivo y sádico.
Ayato Sakamaki  (逆巻 アヤト  Sakamaki Ayato?)
Seiyū: Hikaru Midorikawa
Ayato es el quinto hijo de la familia sakamaki junto con Raito y Kanato, los trillizos, son hijos de Cordelia, hija del Señor de los Demonios y primera esposa de Karlheinz, el Rey Vampiro. Posee un carácter arrogante, rebelde y egoísta, aunque en algunas ocasiones toma una personalidad algo infantil frente a Yui con deseos de monopolizarla en todo momento, pues según él es de su propiedad. La mayoría del tiempo Ayato se llama a sí mismo como "El grandioso Yo" (Ore-sama) y también se autodenomina como el más fuerte y el mejor. Tiene una extraña pasión hacia los instrumentos de tortura, como la “Iron Maiden” que en español significa 'La Doncella de Hierro' y era un instrumento de tortura que se utilizaba en la antigüedad; es por eso que tiene una en su propio cuarto. Se puede apreciar que a pesar de ser un vampiro, los cuales sólo necesitan beber sangre para sobrevivir, él come un montón, siendo su comida favorita el Takoyaki, a la que le gusta crujiente por fuera y cremoso por dentro. Tiene un complejo de ser "el mejor" debido a los problemas que tuvo durante su infancia, siendo maltratado por su madre Cordelia quién lo agredía tanto física como psicológicamente cuando él no cumplía con sus expectativas, pues según ella Ayato debía ser el mejor y ser quién se convierta en el sucesor de los Sakamaki. Ayato algunas veces puede hablar de forma vulgar e incluso molestar a sus hermanos poniéndoles apodos de mal gusto, como cuando en el juego llama histérico a Kanato y Otaku de las Vajillas a Reiji. Ayato adora molestar a Yui y suele llamarla "Chichinashi" (pechos pequeños o panquesito). Siente algo muy fuerte por Yui.
Subaru Sakamaki  (逆巻 スバル  Sakamaki Subaru?)
Seiyū: Takashi Kondō
Es el sexto y último hijo de la familia Sakamaki. Subaru es el único hijo de Christa, la tercera esposa de Karlheinz. Generalmente a Subaru se le ve solo y no le importa mucho lo que está pasando a su alrededor, es el tipo de chico silencioso y que no le gusta tener compañía. Sin embargo, Subaru se molesta fácilmente y se vuelve muy violento, al punto de romper y destrozar todo a su alrededor. Lo bueno es que cuando está con Yui puede controlar su temperamento. Siente algo por Yui. Incluso hay un lado tsundere de él que sólo Yui es capaz de ver. Subaru también es un sádico como sus hermanos, pero a veces puede ser un chico dulce, y un tanto amable como cuando quiso ayudar a Yui a escapar de la mansión e incluso dándole su daga de plata que es capaz de matar vampiros. Se ha visto en múltiples imágenes que a él le gusta tocar el piano, aunque esto aún no se ha confirmado en el anime. Al igual que Ayato, siente algo por Yui.
Familia Mukami
Ruki Mukami  (無神 ルキ Mukami Ruki?)
Seiyū: Takahiro Sakurai
Es el mayor del clan Mukami. También es conocido como el «Cerebro» entre sus hermanos. Ruki siempre tiene un tono amable no tiende mucho a sonreír pero en realidad él esconde una personalidad más oscura, una personalidad llena de brutalidad. Su corazón es frío y se le considera una persona sádica que hace lo que quiera e interactúa con los demás sin mancharse las manos. Según Ayato, él es un chico del tipo “Intelectual”.
Kou Mukami  (無神 コウ Mukami Kou?)
Seiyū: Ryōhei Kimura
Es el segundo hijo del clan Mukami. Él es un ídol en el mundo humano como un trabajo extra. Se le conoce como «El Ojo» de la familia Mukami. Parece amable, pero en realidad es muy egoísta y dos caras, todo lo que rodea a este ídolo Do-S está siempre a su merced. Kou usa su atractivo, hermoso rostro para su propio beneficio.
Yūma Mukami  (無神 ユーマ  Mukami Yūma?)
Seiyū: Tatsuhisa Suzuki
Es el tercer hijo de la familia Mukami. La voz, el cuerpo y la actitud rebelde de este Do-S son todos grandes. A menudo arma alborotos, pero después de que terminan se aburre y se duerme. Se le puede encontrar siempre masticando ruidosamente los cubos de azúcar.
Azusa Mukami  (無神 アズサ  Mukami Azusa?)
Seiyū: Daisuke Kishio
Es el cuarto y más joven hijo de la familia Mukami. En cualquier caso, es un sociópata, de corazón débil Do-S y un extremo Do-M (masoquista). Porque le gusta ser herido y también le encanta ser atormentado por los demás. Aunque su forma de hablar y su actitud son tímidas, al final, él, siempre hace lo que quiere desde el fondo de su corazón.
Familia Tsukinami
Carla Tsukinami  (月浪　カルラ  Tsukinami Karura?)
Seiyū: Toshiyuki Morikawa
Es uno de los nuevos personajes en la tercera entrega de la saga: “Diabolik Lovers, DARK FATE”. Es el Rey de los Fundadores y por tanto es un primera sangre. Es el hermano mayor de Shin Tsukinami. Carla al asesinar a su padre contrajo la enfermedad de este, que es conocida como “Endzait", la enfermedad por lo cual los primera sangre están casi extintos. Es por esto que Carla necesita a Yui, para que su primogénito tuviera la sangre fundadora. Carla es uno de los personajes más sádicos de la sega, pero por debajo de su cruel personalidad, Carla tiene un lado suave que rara vez muestra. Esto se ha evidenciado más en su ruta Dark Fate, en una escena donde acompaña a Yui a los jardines Banmaden y que su presencia es la que hizo mostrar su suavidad. La influencia de Yui con el le obligó a cambiar la mentalidad que tenía sobre los vampiros y los seres humanos sin embargo el odia a los vampiros en cierto grado. Y ella también cambió su modo de tomar venganza, es primo de Cordelia.
Shin Tsukinami  (月浪 シン  Tsukinami Shin?)
Seiyū: Showtaro Morikubo
El menor de los hermanos fundadores, miembro de la familia fundadora y hermano menor de Carla Tsukinami. Shin es muy arrogante por ser un fundador y admira mucho a su hermano Carla. Él es muy orgulloso y narcisista, Shin cree que es más fuerte de lo que él es. Shin ama y admira su hermano, pero en secreto guarda un profundo rencor hacia a él,
Shin puede fácilmente perder el control y no calcular las consecuencias, es primo de Cordelia.
Otros personajes
Tougo Sakamaki  (逆巻　透吾 Sakamaki Tōgo?)/Karlheinz ( カールハインツ  Kāruhaintsu?)
Es el esposo de Beatrix, Cordelia y Christa. Él es también el hermano de Richter y Christa. Es el padre de los seis hermanos Sakamaki. Tougo es actualmente el Rey Vampiro, líder de todos los vampiros. En Japón, es un famoso político conocido como un filántropo prominente. En la Academia Ryoutei, trabaja como médico de la escuela, pero con apariencia diferente. Según Reiji, se dice que Tougo tiene más de 2000 años de edad. No hay mucho que decir de él que no sea el hecho de que él podría ser descrito como "Polígamo". Aunque por otro lado se puede ver que es algo estricto; como cuando envió a Shuu a entrenar a las montañas nevadas por repetir tercer año de instituto o cuando "castigó" a Ayato por asesinar a Cordelia. Tanto los Sakamaki como los Mukami se refieren a él como "Esa persona". Su poder es comparado al de un dios. Karlheinz es incapaz de amar.
Richter (リヒター Rihitā?)
Es el hermano de Karlheinz, por lo tanto él es tío de los seis hermanos Sakamaki: Shu, Reiji, Ayato, Kanato, Raito y Subaru. En el anime se muestran recuerdos donde parecía que el y Cordelia eran amantes. En el anime, él es el encargado de revivir a Cordelia en el cuerpo de Yui, aunque luego se revela que en realidad quería traicionarla y ambos se traicionaron entre sí. Su última aparición en el anime es cuando se dirige (Moribundo) al escondite del vestido de Cordelia, pero Raito lo descubre y quema el vestido y la habitación junto a él.
Beatrix (ベアトリクス  Beatorikusu?)
Es la segunda esposa de Karlheinz y madre de Shu y Reiji. Fue similar a Reiji en términos de personalidad. Ella se puede describir como una buena persona que fue seria, pero con una forma extraña de ser y aunque sinceramente se preocupó por su hijo mayor (Shu) dejando a un lado a Reiji, ella tuvo dificultad para expresar sus sentimientos hacia ellos debido a su personalidad. Sin darse cuenta, por su personalidad provocó que sus dos hijos pelearan uno contra el otro.
Cordelia  (コーデリア Kōderia?)
Es la primera esposa de Tougo Sakamaki y la madre de los trillizos, Laito, Ayato y Kanato. Cordelia es una mujer elegante y educada, pero además tiene un lado abusivo y promiscuo. Siendo la primera esposa de karlheinz y la segunda en tener hijos con él, dio a luz a los trillizos luego de Beatrix, segunda esposa de Karlheinz, tuviera a Shu y a Reiji. Esto generó un odio enfermizo hacia Beatrix y fue la principal causa de sus abusos físicos a Ayato. En el anime se muestra que fue amante de Richter, quién intentó revivirla en el cuerpo de Yui, aunque ella sólo pensaba en el como un sirviente o algo parecido. Cordelia es hija del señor de los demonios y Menae, la hermana de Krone, madre de Carla y Shin Tsukinami, por lo cual, Cordelia, posee la primera sangre o la sangre fundadora, Ella también era muy estricta, pero era muy abusiva con sus hijos. Es conocida comúnmente como la "mujer" que le causó daños mentales y físicos a los trillizos. Cordelia era muy coqueta, ya que coqueteaba y mantenía relaciones sexuales en la presencia de los trillizos. Se mostraba en su mayoría que no le preocupaba el bienestar de ellos, siempre y cuando ella se beneficiara. También se reveló que ella realmente en primer lugar no quería tener hijos. Mantuvo una relación incestuosa sexual con su hijo Raito. 
Christa (クリスタ Kurisuta?)
Es hermana menor y la tercera esposa de Tougo Sakamaki y la madre de Subaru. Christa sólo aparece en los sueños y recuerdos de Subaru, de la época de cuando estaba con ella. Christa es una mujer llamada entre los vampiros como "Rosa blanca", diferencia de Beatrix y Cordelia, Christa era una mujer de belleza delicada y exótica haciendo honor a su llamado "Rosa Blanca". Christa pensaba que su hermano Karlheinz la amaba con locura por lo que aceptó convertirse en su esposa a pesar de ser hermanos, pero cuando se enteró de que este solo la quería para un experimento enloqueció y empezó a considerar su relación como una violación. Como resultado de esta serie de incidentes, Christa cayó y se sumergió en la locura, estando completamente inestable mentalmente hablando; no era consciente de la realidad. Parecía tan solo un cuerpo vacío y sin alma. Es descrita como una mujer de gran belleza. Christa estaba muy celosa de Cordelia.
Seiji Komori (小森 セイジ Komori Seiji?)
Es el padre adoptivo de Yui y también amigo/conocido de la Familia Sakamaki. Es un caza-vampiros por lo que cuando sintió el olor a vampiro que desprendía Yui, intentó asesinarla aun siendo su hija adoptiva, él fue contratado por Reiji para matar a Beatrix.
Kino (キノ Kino?)
Seiyū: Tomoaki Maeno
Kino es el nuevo personaje de Diabolik Lovers LOST EDEN. Es el hijo "legítimo" del Rey Demonio. Nacido en la frontera del mundo de los demonios como un noble. Su objetivo es destruir a los vampiros y utilizar a la raza humana.

## Anime
El anuncio se realizó en el evento del año 2013 "Rejet Fes 2013 Viva La Revolution". Luego ese mismo año en el evento "Otomate Party 2013" se anunció al director y al estudio encargado (Atsushi Matsumoto y ZECXS). Se emitió en AT-X junto con la emisión en línea en Niconico entre el 16 de septiembre y el 9 de diciembre de 2013. El opening es "Mr.SADISTIC NIGHT" por Hikaru Midorikawa y Kōsuke Toriumi y ending es "Nightmare" por Yuki Hayashi.
Nuevo anuncio de la secuela del anime para este 23 de septiembre de 2015, llamado Diabolik Lovers More Blood. En esta secuela estarán presentes los nuevos personajes y la misma temática de su segundo videojuego, Diabolik Lovers MORE, BLOOD.

## Premios
Diabolik Lovers ha ganado varios premios, entre ellos están:
- Mejor serie anime de vampiros del 2013
- Mejores Chicos Bishōnen 2013 - 2015
- Mejor chica Bishōjo 2013
- Mejor anime Harem Reverso 2013
- Mejor anime categoría vampiro 2013